# IC 2391
IC 2391 (conocido también como Cúmulo de Ómicron Velorum) es un cúmulo abierto en la constelación de Vela, situado unos 2 grados al norte de la estrella δ Velorum. Se cree que fue el astrónomo persa Abd Al-Rahman Al Sufi quien primero lo describió antes del año 964 d. C. Posteriormente fue encontrado de forma independiente por Nicolas Louis de Lacaille en 1752, siendo catalogado como Lac II.5.
Situado a unos 500 años luz de la Tierra, IC 2391 tiene una magnitud visual total de 2,5, pudiendo ser observado a simple vista, usando un telescopio el cúmulo parece bastante pobre en comparación con otros cúmulos cercanos como IC 2602, en general destaca en binoculares de bajo aumento.
El cúmulo ocupa un área de unos 50 minutos de arco y contiene unas 30 estrellas. ο Velorum, estrella blanco-azulada de magnitud 3,63, es la más brillante entre ellas. El cúmulo puede tener una edad similar a la de IC 2602, con una edad límite de agotamiento de litio de unos 50 millones de años.

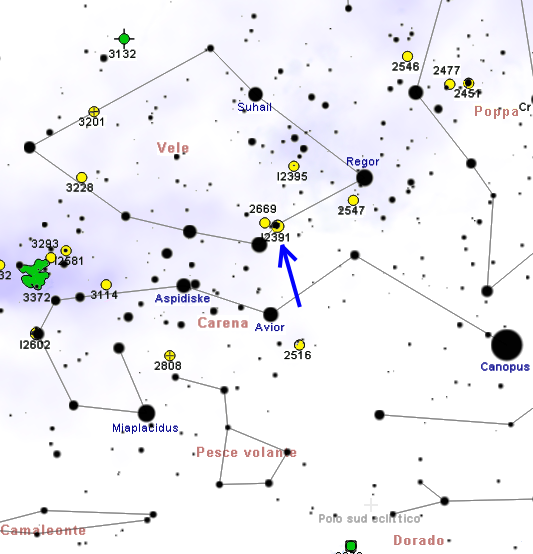
Mapa con la localización del cúmulo.